# كلاوديو مارسيلو غيرا
كلاوديو مارسيلو غيرا (بالإسبانية: Claudio Marcelo Guerra)‏ هو لاعب كرة قدم أوروغواني في مركز الوسط، ولد في 22 ديسمبر 1972 في مونتفيدو في الأوروغواي. لعب مع التانك سيلي.